# Oberst

El Oberst (pronunciación alemana: [ˈʔoːbɐst]) es un rango militar en varios países de habla alemana y escandinavos, equivalente al coronel. Actualmente es utilizado por las fuerzas terrestres y aéreas de Austria, Alemania, Suiza, Dinamarca y Noruega. El rango sueco överste es una traducción directa, al igual que el rango finlandés eversti y el rango islandés ofursti. En los Países Bajos, el rango superior se usa como sinónimo de teniente coronel.

## Detalles
El rango tiene una calificación OF-5 en la OTAN, y es de grado A16 o B3 en las normas salariales del Ministerio Federal de Defensa. Es comparable en la OTAN a OF-5 y equivalente a:
- Oberstarzt, Oberstapotheker y Oberstveterinär en el Servicio Médico Conjunto de la Bundeswehr alemana;
- Kapitän zur See y Flottenarzt en la Armada alemana.

En las correas de los hombros (Heer, Luftwaffe) hay tres pepitas de plata (estrellas) en hojas de roble plateado. 
| Heer | Luftwaffe                                      |
| --- | ---------------------------------------------- |
| - Oberst iG (Servicio de personal general) - Oberst (Tropas logísticas) - Oberst aD (Mech. Infantería ret.) | - Oberst (traje de campo) - Oberst (Flecktarn) |

Secuencia de rangos de la Bundeswehr

## Historia

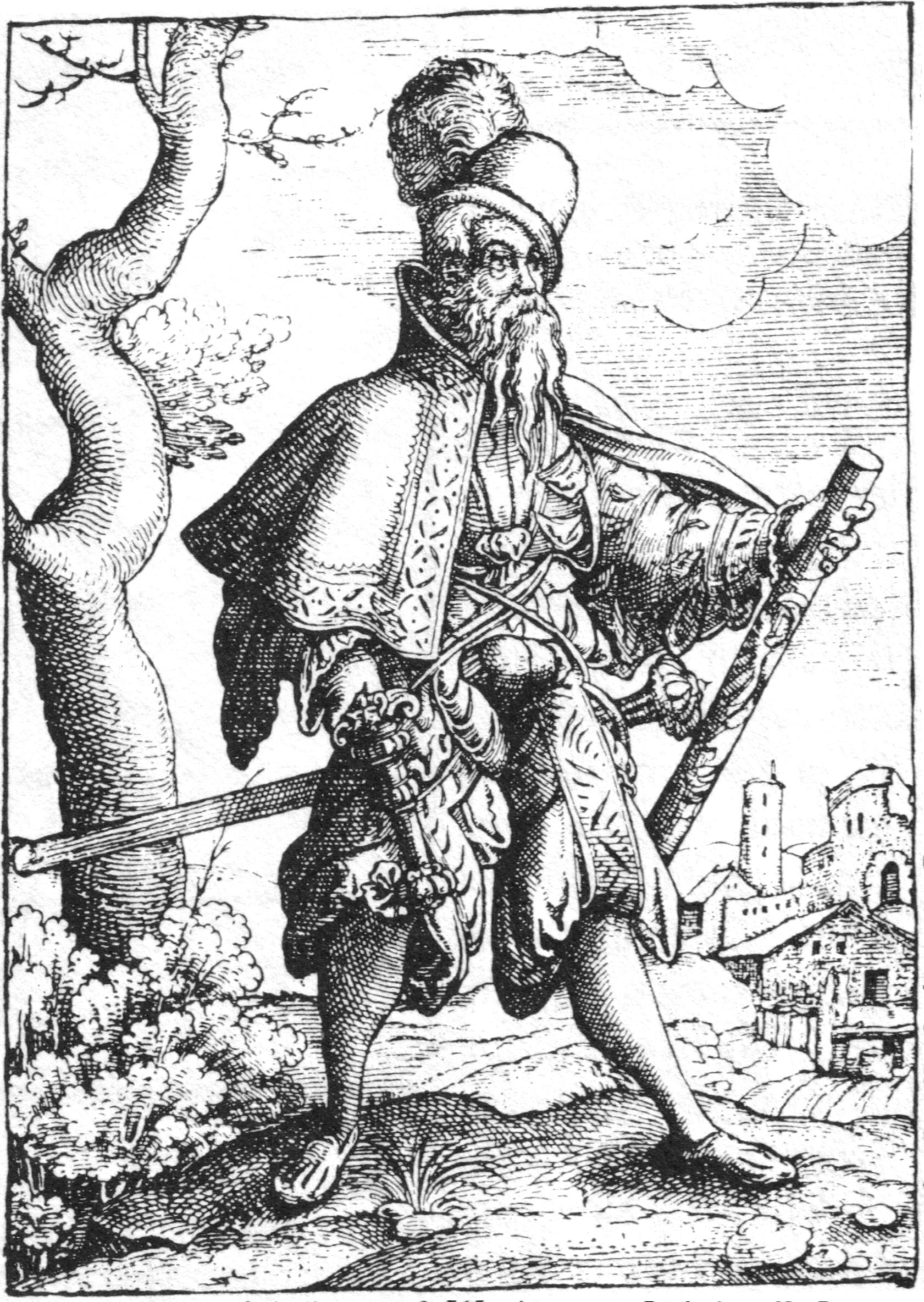
Coronel de los Landsknechts (grabado de Virgil Solis)

Oberst es una palabra alemana. Deletreado con una O mayúscula, "Oberst " es un sustantivo y define el rango militar de coronel o capitán de grupo. Deletreado con una minúscula o, u " oberst ", es un adjetivo, que significa "superior, superior, superior, superior, jefe, cabeza, primero, principal o supremo". Ambos usos se derivan del superlativo de ober (e), "el superior" o "el superior". 
Como apellido, Oberst es común en el suroeste de Alemania, en el área conocida como la Selva Negra (Schwarzwald). El nombre también se concentra en los cantones del centro-norte de Suiza (Aargau y Zürich). Aquí la versión suiza de Oberst se escribe Obrist . El nombre apareció por primera vez en el siglo XIII en la zona fronteriza germano-suiza, y las primeras formas fueron zoberista y oberista. El nombre probablemente se refiere a la "tribu que vive más alto en la montaña" o "la familia que vive más alto en el pueblo". 
Traducido como "superior" o "supremo", el rango de Oberst puede rastrear sus orígenes hasta la Edad Media, donde el término probablemente describía al caballero mayor en un campo de batalla o al capitán mayor en un regimiento. Con la aparición de ejércitos profesionales en los siglos XVI y XVII, un Oberst se convirtió en el comandante del regimiento o formaciones de tamaño de batallón . 
En el siglo XVIII, a Obersten generalmente se les ofrecían ayudantes o tenientes, a menudo titulados Oberstleutnant . Esto condujo a la formación del rango alemán moderno del mismo nombre, traducido como teniente coronel . El rango de Oberst es equivalente al de coronel en ejércitos de habla inglesa, aunque su significado más exacto de "supremo" se refiere al hecho de que Oberst es el oficial de más alto rango debajo de los oficiales generales.

## Uso en Alemania
Oberst (abreviatura: O) es el rango de oficial de personal más alto en el Ejército Alemán (Heer), Fuerza Aérea Alemana (Luftwaffe).
Oberst fue utilizado en los ejércitos de Alemania y Austria durante las dos guerras mundiales. Oberst también se usó como el prefijo del ahora obsoleto rango SS de Standartenführer. El SS-Standartenführer era equivalente a un Oberst. Un coronel general durante las guerras mundiales se llamaba Generaloberst . Nuevamente, en lugar de significar literalmente coronel general, su traducción más precisa es "supremo general", ya que normalmente era el rango militar más alto en tiempos de paz. 

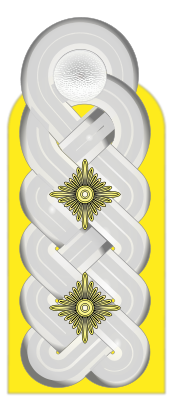
tabla de hombro tropas de comunicaciones / Heer
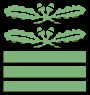
camuflaje militar Heer
Parche del hombro tropas de comunicaciones aéreas de la Luftwaffe
Parche del cuello Luftwaffe
Traje de vuelo Luftwaffe

## En la cultura popular
- El rango de Oberst es conocido en el cine estadounidense, ya que varias películas populares (como The Great Escape, Stalag 17, The Eagle Has Landed, Hart's War, Raiders of the Lost Ark y Live Free or Die Hard) han presentado personajes con el rango. El Coronel Klink de la Luftwaffe de la serie de televisión Hogan's Heroes fue una caricatura de tal personaje. El Coronel SS (Standartenführer) Hans Landa, de Bastardos Sin gloria, hizo célebre fama como uno de los villanos más grandes de la historia del cine.